# Bear McCreary
Julian McCreary, detto Bear (Fort Lauderdale, 17 febbraio 1979), è un compositore e musicista statunitense.
È noto per le composizioni delle serie televisive Battlestar Galactica, The Walking Dead, Black Sails e Outlander. Ha vinto un Emmy Award per il tema della serie Da Vinci's Demons.

## Biografia
McCreary nacque a Fort Lauderdale, Florida figlio dell'autrice Laura Kalpakian e di Jay McCreary, professore all'Università delle Hawaii. Ha origini irlandesi e armene.
Diplomatosi in composizione e registrazione presso la Thornton School of music della University of Southern California, è un pianista di formazione classica e fisarmonicista autodidatta. Fu allievo del compositore di colonne sonore Elmer Bernstein con il quale ricostruì e orchestrò nuovamente la colonna sonora del film I re del sole, composta dallo stesso Bernstein nel 1963. Tale lavoro congiunto dei due compositori permise di produrre l'album con l'intera colonna sonora per la prima volta dopo quarant'anni dalla produzione del film.
McCreary è sposato con la cantante e autrice Raya Yarbrough, la quale ha collaborato con il marito nelle musiche di Battlestar Galactica, Defiance, Outlander,  Da Vinci's Demons e altre produzioni.

## Carriera

### Televisione

#### Battlestar GalacticaeCaprica
Nel 2003 McCreary collaborò con il compositore Richard Gibbs per la colonna sonora di una miniserie della durata di tre ore, pilota per la serie successiva Battlestar Galactica. Il compositore Gibbs non mostrò poi l'intenzione di dedicarsi alla serie vera e propria, così McCreary venne scritturato come unico compositore e rimase tale sino alla conclusione della serie nel 2009, con oltre 70 episodi. Nel frattempo vennero pubblicati 6 album della colonna sonora, con un buon giudizio di critica e pubblico. Gli album della seconda e terza stagione raggiunsero la top 30 delle vendite su Amazon.com nel primo giorno di rilascio.
Compose poi le musiche per la serie Caprica, uno spin-off che funge da prequel alla serie Battlestar Galactica.

#### Human Target
McCreary compose la colonna sonora di Human Target. L'episodio pilota della serie e il tema principale sono stati eseguiti da un'intera orchestra, caso raro nel genere delle serie televisive.
Nel luglio 2010 il compositore ricevette la prima nomination per un Emmy Award per il tema principale di Human Target.
In un post nel suo blog risalente al 25 luglio 2010 McCreary annunciò che, per la seconda stagione della serie, la nuova produzione ha deciso di non confermarlo, decretando così la fine della collaborazione.

#### The Walking DeadeThe Cape
Durante il San Diego Comic-Con International del 2010, McCreary annunciò di essere stato selezionato per la composizione delle musiche della serie The Walking Dead della AMC e della serie The Cape della NBC.

#### Agents of S.H.I.E.L.D.
Il 15 luglio 2013 McCreary annunciò che avrebbe composto le musiche per la serie televisiva Agents of S.H.I.E.L.D..

#### Metalocalypse: The Doomstar Requiem – A Klok Opera
McCreary partecipò come produttore orchestrale all'opera rock Metalocalypse: The Doomstar Requiem mandata in onda sul canale statunitense Adult Swim il 27 ottobre 2013. Per tale produzione si è utilizzata un'orchestra di 50 elementi e l'album è stato pubblicato il 29 ottobre 2013.

### Film
McCreary fece il suo debutto come compositore per il cinema nel film Step Up 3D. Compose inoltre colonne sonore per molte produzione destinate al circuito direct-to-video, tra le quali Rest Stop, Wrong Turn 2 - Senza via di uscita e Rest Stop: Don't Look Back. Nel 2013 realizza la colonna sonora del film Knights of Badassdom, realizzato nel 2010 e uscito nelle sale solo nel gennaio 2014, per problemi di distribuzione. Nel 2014 compone le musiche per il film indipendente Angry Video Game Nerd: The Movie.

### Videogiochi

#### God of War
Bear viene scelto per comporre la colonna sonora del nuovo videogioco di casa SIE Santa Monica Studio God of War e del sequel God of War Ragnarök. In quest'ultimo videogioco compare nel finale segreto come musicista del funerale di Brok.

## Colonne sonore

### Cinema
- Rest Stop, regia di John Shiban (2006)
- Wrong Turn 2 - Senza via di uscita (Wrong Turn 2: Dead End), regia di Joe Lynch (2007)
- Rest Stop: Don't Look Back regia di Shawn Papazian (2009)
- Step Up 3D, regia di Jon M. Chu (2010)
- Chillerama (Zom-B-Movie), regia di Adam Rifkin, Tim Sullivan, Adam Green e Joe Lynch (2011)
- Europa Report, regia di Sebastián Cordero (2013)
- Knights of Badassdom, regia di Joe Lynch (2013)
- Angry Video Game Nerd: The Movie, regia di James Rolfe (2014)
- Everly, regia di Joe Lynch (2014)
- Jukai - La foresta dei suicidi (The Forest), regia di Jason Zada (2016)
- 10 Cloverfield Lane, regia di Dan Trachtenberg (2016)
- The Boy, regia di William Brent Bell (2016)
- Colossal, regia di Nacho Vigalondo (2016)
- Rebel in the Rye, regia di Danny Strong (2017)
- Revolt, regia di Joe Miale (2017)
- Animal Crackers, regia di Scott Christian Sava, Tony Bancroft e Jaime Maestro (2017)
- The Cloverfield Paradox, regia di Julius Onah (2018)
- Sei ancora qui - I Still see You (I Still see You), regia di Scott Speer (2018)
- Welcome Home - Uno sconosciuto in casa (Welcome Home), regia di George Ratliff (2018)
- Godzilla II - King of the Monsters (Godzilla: King of the Monsters), regia di Michael Dougherty (2019)
- Ancora auguri per la tua morte (Happy Death Day 2U), regia di Christopher Landon (2019)
- Il professore e il pazzo (The Professor and the Madman), regia di Farhad Safinia (2019)
- Rim of the World, regia di Zack Stentz (2019)
- La bambola assassina (Child's Play), regia di Lars Klevberg (2019)
- Fantasy Island, regia di Jeff Wadlow (2020)
- Ava, regia di Tate Taylor (2020)
- La babysitter - Killer Queen (The Babysitter: Killer Queen), regia di McG (2020)
- Freaky, regia di Christopher Landon (2020)
- Paws of Fury - La leggenda di Hank (Paws of Fury: The Legend of Hank), regia di Rob Minkoff, Mark Koetsier e Chris Bailey (2022)
- Un fantasma in casa (We Have a Ghost), regia di Christopher Landon (2023)
- Demeter - Il risveglio di Dracula (The Last Voyage of the Demeter), regia di André Øvredal (2023)
- Imaginary, regia di Jeff Wadlow (2024)

### Televisione
- Battlestar Galactica – serie TV, 73 episodi (2004-2009)
- Eureka – serie TV, 65 episodi (2007-2012)
- Terminator: The Sarah Connor Chronicles – serie TV, 31 episodi (2008-2009)
- Trauma – serie TV, 18 episodi (2009-2010)
- Caprica – serie TV, 18 episodi (2009-2010)
- Human Target – serie TV, 25 episodi (2010)
- The Walking Dead – serie TV, 177 episodi (2010-2022)
- The Cape – serie TV, 10 episodi (2011)
- Holliston – serie TV, 17 episodi (2012-2013)
- Battlestar Galactica: Blood & Chrome – serie TV (2012)
- Metalocalypse: The Doomstar Requiem – serie TV (2013)
- Defiance – serie TV, 38 episodi (2013-2015)
- Da Vinci's Demons – serie TV, 28 episodi (2013-2015)
- Agents of S.H.I.E.L.D. – serie TV, 136 episodi (2013-2020)
- Black Sails – serie TV, 38 episodi (2014-2017)
- Outlander – serie TV (2014-in corso)
- Intruders – serie TV, 8 episodi (2014)
- Constantine – serie TV, 13 episodi (2014-2015)
- Damien – serie TV, 10 episodi (2016)
- Black Mirror – serie TV, episodio 3x02 (2016)
- Agents of S.H.I.E.L.D.: Slingshot – serie web, 6 episodi (2016)
- Philip K. Dick's Electric Dreams – serie TV, episodi 1x02-1x05-1x10 (2017-2018)
- Into the Dark – serie TV, episodio 1x03 (2018)
- Proven Innocent – serie TV, 13 episodi (2019)
- See – serie TV, 17 episodi (2019-2022)
- Snowpiercer – serie TV, 40 episodi (2020-2024)
- Fondazione (Foundation) – serie TV (2021-in corso)
- The Serpent Queen – serie TV, 16 episodi (2022-2024)
- Il Signore degli Anelli - Gli Anelli del Potere (The Lord of the Rings: The Rings of Power) – serie TV (2022-in corso)
- The Witcher: Blood Origin – miniserie TV, 4 puntate (2022)
- Percy Jackson e gli dei dell'Olimpo (Percy Jackson and the Olympians) – serie TV (2023-in corso)
- Halo – serie TV, 8 episodi (2024)
- Outlander: Blood of My Blood – serie TV, 10 episodi (2025)

### Videogiochi
- Dark Void (2010)
- SOCOM 4: U.S. Navy SEALs (2011)
- Defiance (2013)
- Assassin's Creed Syndicate (2015) – DLC Jack lo Squartatore
- God of War (2018)
- League of Legends (2018)
- Call of Duty: Vanguard (2021)
- God of War Ragnarök (2022)
- Forspoken (2023)